# Ryskt bandfly
Ryskt bandfly (Cryptocala chardinyi) är en fjärilsart som beskrevs av Jean Baptiste Boisduval 1828. Ryskt bandfly ingår i släktet Cryptocala och familjen nattflyn. Arten är reproducerande i Sverige. Inga underarter finns listade.
Fjärilsarten har gråbruna framvingar med rödbrunt tvärband. Bakvingarna är gula med ett svart utkantsband. Vingbredden är 24-30 mm och den har observerats främst i Uppland och Norrbotten.

## Bildgalleri

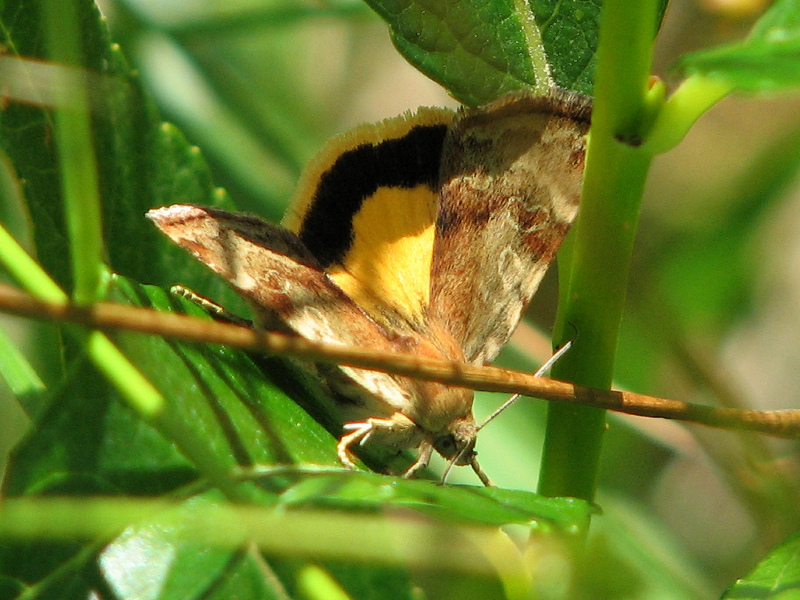
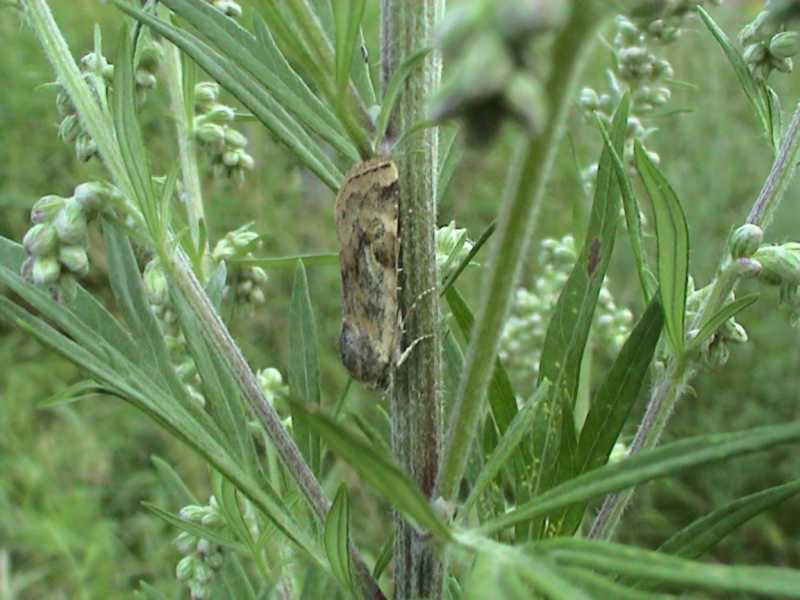